# گئورگی دیمیتروف (بازیکن فوتبال، زاده ۱۹۳۱)
گئورگی دیمیتروف (انگلیسی: Georgi Dimitrov; ۱ مهٔ ۱۹۳۱ – ۱۶ مارس ۱۹۷۸) بازیکن و مربی فوتبال اهل بلغارستان بود.
از باشگاه‌هایی که در آن بازی کرده‌است می‌توان به باشگاه فوتبال زسکا صوفیه اشاره کرد.
وی همچنین در تیم ملی فوتبال بلغارستان بازی کرده‌است.